# Kris Princen
Kris Princen (30 april 1974) is een Belgisch rallyrijder. Zijn vaste navigator is sinds half 2013 Peter Kaspers, en sinds 2018 wisselt hij af met Bram Eelbode. Sinds 2015 is Princen actief in de R5-klasse in het Belgisch kampioenschap rally: eerst twee jaar met een Peugeot 208 T16, dan twee jaar met een Škoda Fabia R5, een jaar met een Volkswagen Polo GTI R5 en tegenwoordig met een Citroën C3 R5. Voorheen reed hij met Renault en af en toe met een Mitsubishi. Het laatste anderhalf jaar alvorens naar de R5-klasse te gaan reed hij met een Subaru Impreza WRC.

## Carrière in afzonderlijke rally's

### Debuut
Princen reed zijn eerste noemenswaardige rally in 1994, dit met een Renault Clio Williams. Zijn navigator was toen David Poelmans. In 1995 en 1996 bleef hij met dezelfde auto rijden, met als navigator eerst Erwin Mombaerts, vervolgens Rudi Raeymaekers en Daniel Sonck. Dat jaar reed hij  zijn eerste buitenlandse rally, namelijk de ADAC Rally in Duitsland, waar hij een twaalfde plaats behaalde. In 1997 reed hij met een Renault Clio Maxi en liet zich afwisselend navigeren door Daniel Sonck en Elisabeth Genten. Met die copiloot haalde hij dat jaar zijn eerste tweede plaats, in de Rally van Sombreffe. In 1998 reed hij afwisselend met de Renault Clio Maxi en een Renault Mégane Maxi, en reed hij met dezelfde copilote alleen maar top 10-resultaten, op enkele opgaves na.

### Eerste overwinningen
In 1999 ruilde hij zijn copilote in voor Dany Colebunders, en boekte hij zijn eerste overwinningen met de Renault Mégane Maxi. Het jaar daarop werd ook goed ingezet, maar werd vooral een jaar met veel pech: slechts 4 van de 10 rally's reed hij uit. Zijn laatste rally dat jaar ruilde hij zijn wagen in voor een Ford Escort Cosworth, waarmee hij alsook vroegtijdig de strijd moest staken. Het daaropvolgende seizoen verscheen hij aan de start in 4 rally's met een Peugeot 206 WRC, waarvan hij de eerste won, en daarna drie keer de strijd vroegtijdig moest staken wegens mechanische problemen.
De tweede helft van dat seizoen reed hij met navigatoren Francis Caesemaeker en Nicolas Geuns, met resp. een Opel Astra Kit Car en een Opel Astra GSi 16V.
Van 2002 tot 2004 verscheen hij aan de start in afwisselend een Renault Clio RS, Mitsubishi Lancer Evo VI, VII en VIII, en een Renault Clio Ragnotti, met als vaste navigator Guy Marteau, enkele keren vervangen door Nicolas Geuns. In 2005-2006 reed hij verder met de Clio Ragnotti (en eenmalig met de Lancer Evo VII), met als vaste codriver Vincent Loix, af en toe vervangen door onder andere Ludo L'Hoyes, opnieuw Dany Colebunders en Nicolas Geuns, en de opmerkelijke Eddy Chevaillier, de tegenwoordig vaste codriver van Pieter Tsjoen. Ook reed hij die jaren drie keer met een Renault Clio S1600, waar hij twee overwinningen mee behaalde en één keer een tweede plaats.
In 2007 werd zijn vaste codriver Bram Eelbode, enkele keren vervangen door onder andere Vincent Loix, Eddy Smeets, Karen Timmermans, Nicolas Geuns en Bart Feyt, en verscheen hij afwisselend aan de start met een Renault Clio R3 en een Mitsubishi Lancer Evo IX. Met deze laatste wagen en copiloot was voor hem een overwinning weggelegd in de Hemicuda Rally. 2008 werd dan weer vooral een pechjaar, waar hij slechts twee van de acht rally's uitreed. De eerste helft van dat jaar reed hij in een Mitsubishi Lancer Evo VIII, waarna hij terugging naar een Renault Clio R3, waar hij tot 2012 me bleef rijden. Die laatste twee jaren reed hij vooral rally's in Frankrijk met deze wagen. Invallende codrivers waren in die periode onder andere Kevin Princen, Ingrid Gasparotto, opnieuw eenmalig Eddy Chevaillier, Eddy Smeets en Kevin Pallen. Met deze laatste reed hij ook eenmalig in een Renault Twingo RS R2, ook verscheen hij met zijn vaste codriver tweemaal aan de start met een Renault Mégane RS, waarmee hij de laatste keer na een ongeluk de strijd moest staken.

### Heden
Sinds 2013 rijdt Princen alleen nog maar rally in België. Dat jaar verscheen hij driemaal aan de start met een Mitsubishi Lancer Evo X met als codriver Patrick Segers, en daarna nog eenmalig met de Renault Clio R3 met als copiloot Ingrid Gasparotto. Daarna maakte hij de overstap naar een Subaru Impreza S9 WRC '03, en in 2014 een Subaru Impreza S12B WRC '07. Daarmee behaalde hij maar liefst zes van zijn acht rally's een eerste plaats, naast een derde plaats en een opgave.
Sinds hij met Subaru rijdt, is zijn vaste codriver tot op heden Peter Kaspers. Zijn Subaru ruilde hij in 2015 opnieuw in voor een Peugeot 208 T16 waar hij de komende twee jaar mee reed. Daarmee heeft hij op vijf opgaves en een achtste plaats na alleen nog maar podiumplaatsen gereden in de rally's waaraan hij heeft deelgenomen. Met deze Peugeot heeft onder andere Kevin Abbring in 2017 de Rally van Ieper gewonnen en heeft later ook Guillaume De Mévius mee gereden. Princen zelf reed in 2017 en 2018 met een Škoda Fabia R5, waarmee hij in 2018 na 19 jaar zijn tweede Belgische rallytitel wist te behalen.
Vanaf 2019 komt Princen in het BK opnieuw aan de start met een nieuwe wagen, de Volkswagen Polo R5.

## Kampioenschappen
Door de jaren heen en de deelnames aan rally's die in kampioenschappen kaderen, verzamelde Princen ook veel punten in die kampioenschappen. Een overzicht:

### Belgisch kampioenschap Rally

#### Eerste deelnames
In 1996 liet Princen voor het eerst een resultaat optekenen in het Belgisch kampioenschap rally na deelname aan alle (7) rally's, waarin hij met vijf uitgereden rally's een mooie vierde plaats op zeventien deelnemers behaalde met 167 punten, na Grégoire de Mevius (248 punten), Patrick Snijers (245 punten) en Bernard Munster (181 punten). Daarbovenop was hij reekswinnaar van de auto's in klasse "Groep N".
In 1997 werd hij in dat kampioenschap elfde op twintig deelnemers, na deelname aan de laatste drie van de acht rally's binnen het kampioenschap. Hij behaalde 89 punten. In 1998 werd hij na deelname aan alle (8) rally's met één opgave tweede van vijf deelnemers met 198 punten, na Jean-Pierre van de Wauwer met 206 punten (en twee opgaves). 
In 1999 (8 rally's) werd hij voor het eerst Belgisch kampioen (op vijf deelnemers) na zes keer eerste van de vijf te zijn en twee opgaves. Hij behaalde 206 punten en eindigde hierbij vóór Pieter Tsjoen (zeven deelnames waaronder 1 opgave) met 177 punten.

#### Jaren 2000
In 2001 behaalde hij in het vernieuwde kampioenschap een derde plaats met 13 punten na deelname aan 3 van de 7 rally's (1 opgave) met 13 punten, na Pieter Tsjoen (7 deelnames, 50 punten) en David Loix (6 deelnames, 1 opgave, 27 punten). In 2003 (23 deelnemers, 7 rally's) liet hij een 22ste plaats optekenen met één punt na één uitgereden rally en één opgave. In 2005 (9 rally's, 12 deelnemers) behaalde hij na 8 deelnames waaronder twee opgaves opnieuw een tweede plaats met 117 punten na Xavier Bouche (ook 8 deelnames, 1 opgave) met 137 punten en vóór Melissa Debackere (8 deelnames, 2 opgaves) met 90 punten.
In 2007 (8 rally's, 12 deelnemers) werd het een derde plaats (6 deelnames, 1 opgave, 53 punten) na Larry Cols (8 deelnames, 2 opgaves, 103 punten) en Freddy Loix (7 deelnames, 3 opgaves, 71 punten).

#### Heden
Zijn volgende deelname vond plaats in 2014 (16 deelnemers, 8 rally's), waarbij hij een vierde plaats haalde (7 deelnames, 1 opgave, 56 punten), na Hermen Kobus (8 deelnames, 1 opgave, 81 punten), Cédric Cherain (8 deelnames, 2 opgaves, 82 punten) en winnaar Freddy Loix (7 deelnames, 128 punten).
2015 (9 rally's) leverde eenzelfde resultaat op: vierde plaats met vier opgaves na deelname aan alle rally's (83 punten), net geen podiumplaats na Vincent Verschueren (3 opgaves, 87 punten), Guillaume Dilley (98 punten) en Freddy Loix (2 opgaves en niet deelgenomen aan de laatste rally), winnaar met 116 punten.
Momenteel (juli 2016) staat hij op een tweede positie na zes van de negen rally's in het kampioenschap, na opnieuw Freddy Loix.

### IRC / ERC
Door zijn deelnames in de Rally van Ieper krijgt Princen ook punten voor het European rally Championship, en in het verleden ook voor het Intercontinental Rally Challenge, daar deze rally bepaalde jaren zowel in het Belgisch kampioenschap rally als in deze wedstrijd(en) kadert (kaderde). Behalve de Rally van Ieper heeft Princen geen andere rally's gereden die deel uitmaken van dit evenement.
Dit leverde hem in 2005 een gedeelde zevende plaats op in het ERC met 10 punten (tegen 50 voor de winnaar); in 2006 een negende plaats (8 tegen 45); en in 2015 een vijftigste plaats met 4 punten tegen 230 na een vroege opgave. In 2016 wist hij voor deze wedstrijd 28 punten te behalen.
In het Intercontinental Rally Challenge, dat georganiseerd werd van 2006 tot 2013, liet Princen ook eenmalig een resultaat optekenen als eerste Belg na een gedeelde vierde plaats met 8 tegen 20 punten.

### Clio R3 Trophy
Zoals hierboven omschreven, heeft Princen een periode met een Renault Clio R3 gereden in Franse rally's. Daar nam hij deel aan de Clio R3 Trophy, waar hij in 2011 en 2012 een resultaat liet optekenen: eerste plaats in 2011 (als enige niet-Franse rijder) met 138 punten; 90 punten voor de tweede, en hetzelfde in 2012 (na één opgave toch nog 125 punten, 97 voor de tweede). Hierna keerde Princen zoals hierboven omschreven terug naar België, om opnieuw aan de twee hierboven vernoemde kampioenschappen deel te nemen.